# Gmina Świerklany
Świerklany (deutsch Schwirklan) ist eine Landgemeinde im Powiat Rybnicki in der Woiwodschaft Schlesien, Polen. Der Sitz der Landgemeinde ist die Ortschaft Jankowice Rybnickie.

## Geographie
Die Gemeinde Świerklany liegt 42 km südwestlich von Katowice und 10 km südlich von Rybnik. Die Gemeinde hat eine Flächenausdehnung von 24,02 km². Davon werden 62 Prozent landwirtschaftlich genutzt und 15 Prozent sind mit Wald bedeckt.

## Geschichte
Jankowice Rybnickie ist seit Ende 1999 Sitz der Gemeinde, zuvor war der Sitz in Świerklany Górne.
Von 1975 bis 1998 gehörte das Dorf zur Woiwodschaft Kattowitz.

## Sołectwo
Die Gemeinde besteht aus drei Sołectwo's (Schulzenämter):
- Jankowice Rybnickie (Königlich Jankowitz)[4],
- Świerklany Dolne (Nieder Schwirklan[5]) und
- Świerklany Górne (Ober Schwirklan[6]).

## Bildung
Die Gemeinde verfügt über drei Kindergärten (Przedszkole), drei Grundschulen  (szkoła podstawowa) und zwei Mittelschulen (gimnazjum). Ebenso verfügt die Gemeinde über eine öffentliche Bibliothek.

## Sehenswürdigkeiten

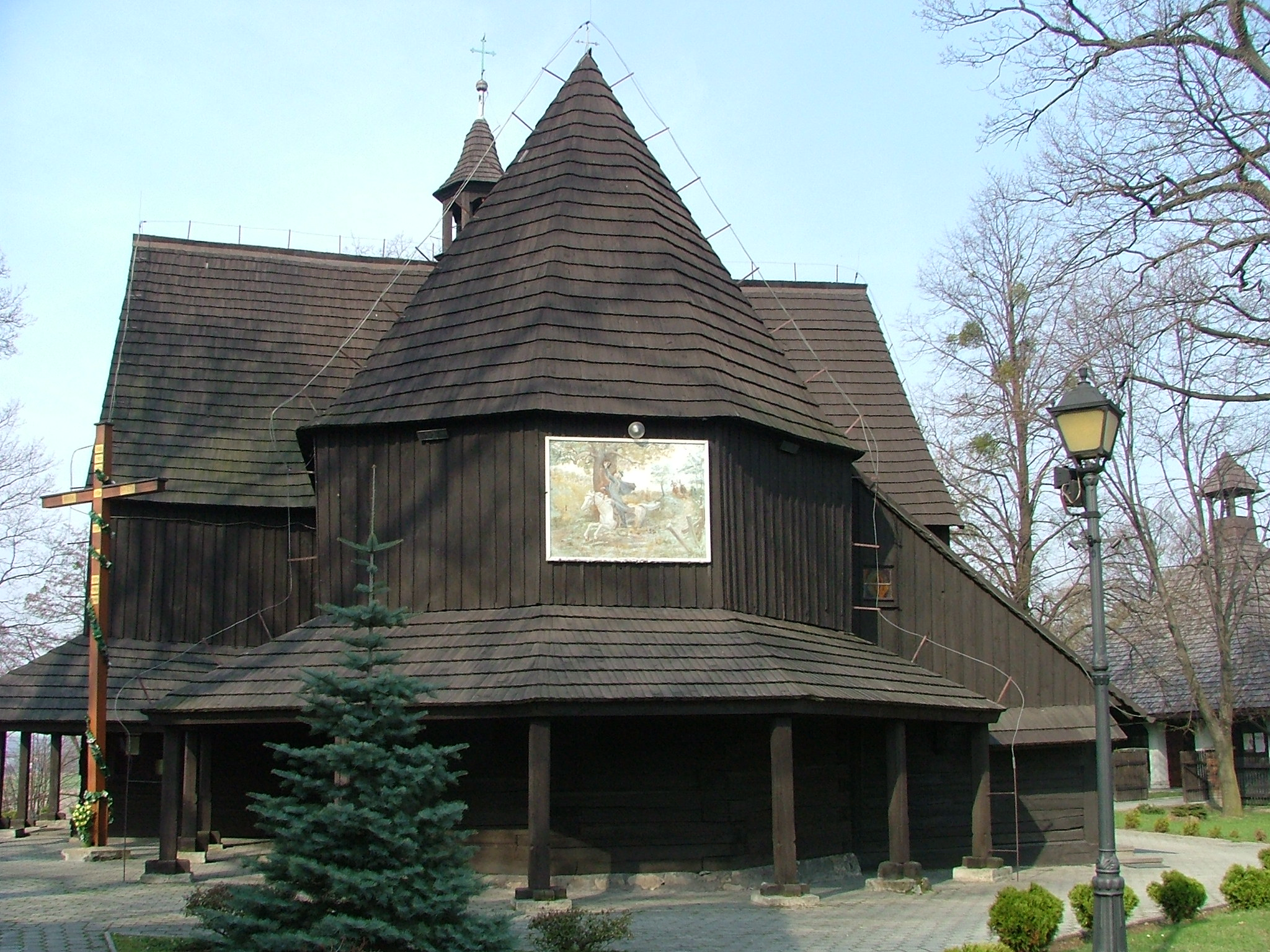
Holzkirche in Jankowice Rybnickie

- Holzkirche Bożego Ciała in Jankowice Rybnickie
- Kirche St. Anne in Świerklany Dolne

## Verkehr
Durch die Gemeinde verläuft die A1.